# Slovenščina
Slovenščina (izgovorjava [sloˈʋenʃtʃina]) je združeni naziv za uradni knjižni jezik Slovencev in skupno ime za narečja in govore, ki jih govorijo ali so jih nekoč govorili Slovenci. Govori ga okoli 2,5 milijona govorcev po svetu, od katerih jih večina živi v Sloveniji. Glede na število govorcev ima razmeroma veliko narečij. Slovenščina je zahodni južnoslovanski jezik in eden redkih indoevropskih jezikov, ki je ohranil dvojino. Za zapisovanje slovenskega jezika se danes uporablja gajica, pisava imenovana po hrvaškem jezikoslovcu Ljudevitu Gaju, ki jo je priredil po češkem črkopisu. Slovenska gajica se imenuje slovenica in v njej pišemo od marčne revolucije 1848. Do takrat smo uporabljali bohoričico. Slovenska pisava je fonetična, kar pomeni, da se črke ujemajo z glasovi, čeprav manj kot npr. v hrvaščini.
Slovenščina je državni jezik v Sloveniji in uradni jezik Republike Slovenije, kot je zapisano v 11. členu Ustave Republike Slovenije.

## Poimenovanje
Slovenski jezik prvotno pomeni slovanski jezik. Nemci so slovenščino nekoč imenovali »wendisch« oz. »Windisch«, Slovenci pa tudi kranjski jezik, vendar se to pokrajinsko ime zanj ni uveljavilo. Slovenski prebivalci Koroške in Štajerske so se imenovali Slovenci že v 18. stol. Koren sloven- je bil pri Slovanih znan tudi v Rusiji ob Labi na sedanjem Nemškem (Slovinci), na Slovaškem, pa tudi na hrvaškem kajkavskem (Zagreb, Čakovec do pred Karlovcem) in še celo čakavskem področju ob Jadranskem morju na jugu vse do Dubrovnika (slovinski). Hrvati naš jezik imenujejo slovenski, Srbi slovenački, Rusi slovenskij, Nemci Slowenisch, angleško njegovo ime je Slovene/Slovenian. Latinski izraz zanj je lingua Slavonica oz. lingua Slovenica. Tudi Slovaki imenujejo svoj jezik slovenský, prebivalke so Slovenky, jezik tudi slovenčina, svojo deželo pa Slovensko.

## Govorci
Slovenščino govori približno 2,5 milijona ljudi, večinoma v Sloveniji (1.727.360).
Poleg tega jo govorijo še v Italiji (100.000 v Kanalski dolini, v Beneški Sloveniji, na Goriškem in na Tržaškem), na Koroškem v Avstriji (50.000), v Istri na Hrvaškem (25.000), v madžarskem Porabju (3.200) in v drugih delih Evrope kot tudi drugod po svetu (v Nemčiji, ZDA, Kanadi, Argentini, Avstraliji in Južnoafriški republiki) (400.000).

## Značilnosti
Slovenščina ima 25 črk: a, b, c, č, d, e, f, g, h, i, j, k, l, m, n, o, p, r, s, š, t, u, v, z, ž, s katerimi se zapisuje 29 pomensko razločevalnih glasov. Pozna tri slovnična števila, tri slovnične spole in šest sklonov z osmimi sklanjatvami.

## Zgodovina
Slovenščina se je razvila iz praslovanščine. Najstarejši pisani viri, ki kažejo značilnosti slovenskega jezika, so Brižinski spomeniki. Napisani so z latinično pisavo, po izsledkih paleografske raziskave so nastali na Koroškem v obdobju 972–1039. Besedila, ki jih vsebujejo, so bila oblikovana že prej, verjetno v 8. stoletju.
V srednjem veku še ni bilo del v slovenskem jeziku, razen cerkvenih molitvenikov in kronikalnih zapisov; v polovici 16. stoletja, v času reformacije, pa lahko že govorimo o utemeljitvi prvega, a še ne enotnega slovenskega knjižnega jezika, ki sloni na osrednjeslovenskih govorih. Začetnik slovenskega knjižnega jezika je protestantski pisatelj Primož Trubar, ki je leta 1550 napisal najprej Katekizem in Abecednik, 1557–1560 je prevedel Novo zavezo ter 1564 izdal knjigo o evangeličanskem nauku in cerkvenem redu Cerkovna ordninga. Trubar (ki je v Ljubljani živel s prekinitvami več kot 20 let) je vzel za osnovo knjižnega jezika prav najbolj osrednji slovenski govor, ki je že sam združeval v sebi elemente dveh najobširnejših in centralnih slovenskih narečij (dolenjščine in gorenjščine), ki pa je obenem predstavljal tudi jezik največjega slovenskega mesta, tedanjega upravnega središča Kranjske - Ljubljane, ki je imela gledano po prebivalstvu povsem prevladujoč slovenski značaj, bila je kraj, v katerem se je oblikovalo središče nove narodne slovenske cerkve, kraj, ki je postajal meščansko in kulturno središče. Ta jezik je skušal obogatiti s prvinami drugih narečij; razumljivo je, da predvsem s prvinami svojega domačega govora - dolenjščine. Jurij Dalmatin je prvi v slovenščino prevedel celotno Sveto pismo, ki je izšlo leta 1583. Prvo slovensko slovnico, Zimske urice, je 1584. napisal Adam Bohorič, prvi slovar (nemško-latinsko-slovensko-italijanski) pa Jeronim Megiser leta 1592.
V tem času se je slovenščina še razvijala ločeno - slovensko jezikovno področje se je delilo na alpsko in panonsko področje. Na alpskem področju se je razvijala osrednja slovenščina, ki se še ni ukoreninila na vzhodnem delu (na Štajerskem in Ogrskem). Vzhodna slovenščina se je samostojno razvijala pod vplivom kajkavske hrvaščine (ta jezikovni vpliv je bil najmočnejši med ogrskimi Slovenci, v današnjem Prekmurju in Porabju)
Protireformacija je ustavila in ovirala razvoj slovenščine. Konec 18. stoletja so se ponovno pojavili poskusi ustanovitve slovenskega knjižnega jezika. 1784–1802 je bila v slovenščino prevedena Biblija, 1768. pa je Marko Pohlin izdal Kranjsko gramatiko. Velik pomen za slovenščino ima tudi prva slovenska znanstvena slovnica Grammatik der Slavischen Sprache in Krain, Kaernten und Steyermark, ki jo je 1808 uredil Jernej Kopitar.
V 18. stoletju so se začele objavljati tiskane knjige tudi na vzhodnoslovenskem (panonskem) območju, ter prihajalo do poskusov standardiziranja slovenskega jezika na podlagi lokalnih govorov. Nastali sta dve različici vzhodne slovenščine: prva je bila knjižna prekmurščina, ki je bila še vedno močno povezana s kajkavščino, druga pa vzhodna štajerščina (v Prlekiji in Slovenskih goricah), na katero je sicer tudi vplivala kajkavščina, vendar je bila tudi v stiku z alpsko (osrednjo) slovenščino.
Jezikovna merodajna oblika je bila vzpostavljena v 40. letih 19. stoletja po dolgotrajnih razpravah in sporih. Pomembno vlogo pri izgradnji slovenskega knjižnega jezika je imel tudi Valentin Vodnik. Izrazne možnosti novega knjižnega jezika so se v svojem polnem sijaju pokazale v književnosti.
Začetnik slovenskega romantičnega pesništva je France Prešeren, pisateljsko vejo književnosti pa so utemeljili pisatelji, kot sta Fran Levstik in Ivan Cankar. Izoblikovanje slovenskega knjižnega jezika je izpopolnjeno v 19. stoletju s slovensko-nemškim slovarjem Maksa Pleteršnika (1895) in pravopisom Frana Levca iz leta 1899.
Tačas so bili konkretni poskusi za standardizacijo vzhodnoslovenskega jezika (jezikovni zgled je bila prav osrednja slovenščina), vendar se udeleženci namenjene organizacije t. i. Svetourbanske akademije (1803) niso mogli dogovoriti o enotnih pravilih, ker so bili nekateri še vedno privrženi kajkavščini. Vzhodna knjižna štajerščina je sčasoma prenehala. V Prekmurju so ohranili svoj pokrajinski knjižni jezik do konca druge svetovne vojne, poleg tega je ta knjižna norma dosegala kakovostne ravni v leposlovju, neleposlovni književnosti in publicistiki.
Slovenščina je postala uradni jezik na področju Slovenije s Prvo slovensko Narodno vlado v novembru 1918, čeprav se je po členih o enakosti narodov iz 1867 oz. 1868 že prej uporabljala kot uradni jezik na vseh področjih tudi na območju Avstro-Ogrske kjer je prevladovalo slovensko prebivalstvo. 4. marca 1849 je cesar izdal patent, s katerim je bila slovenščina uvrščena med 10  jezikov, v katere so prevajali državni zakonik in deželne zakonike (prvič 1. novembra 1849) in je tako prvič obveljala kot uradni državni jezik.
Danes je knjižni jezik stanoviten in dobro opisan in utemeljen ter preiskan. Iz obilice priročnikov velja izpostaviti Slovar slovenskega knjižnega jezika (1970–1991) SAZU (Slovenske akademije znanosti in umetnosti) ter zadnji izvod Slovenskega pravopisa iz 2001. Razvoj knjižne slovenščine je bil precej enostranski, posledično sta se sčasoma izoblikovala neenakopravna položaja osrednje in vzhodne slovenščine. Stanislav Škrabec ali Jakob Rigler sta označila vzhodno slovenščino kot »nepravilno« normo, osrednjo slovenščino pa kot edini pravilni in normativni knjižni jezik. Vprašanje, ali je šlo pri prekmurščini, oz. vzhodni štajerščini za jezikovni separatizem, raznarodovanje ipd., še do danes še ni popolnoma rešeno.

## Zvrsti slovenščine
Slovenski jezik ne obstaja le v eni obliki, ki bi bila enaka za vse govorce. Razlike v jeziku so odvisne zlasti od tega, kje je bil govorec rojen, komu je sporočilo namenjeno, v kakšni vlogi nastopa itd. Govorimo o jezikovnih zvrsteh, tj. različnih vrstah jezika glede na družbenost, funkcije, prenosnika, metrum in časovnost. Zvrsti imajo svoje izgovorne, besedne, oblikoslovne, skladenjske in druge posebnosti.
Slovenščina pozna naslednje jezikovne zvrsti:
- družbene zvrsti (zemljepisne posebnosti, razlike v naslovniku - komu je besedilo namenjeno, itd.[22]):
  - knjižni jezik (knjižni zborni jezik in knjižni pogovorni jezik)
  - pogovorni jezik
  - pokrajinske narečne skupine, narečja in mestne govorice
  - interesne govorice (sleng, žargon in latovščina)
- funkcijske zvrsti (glede na namene, za katere se uporablja[22]):
  - praktičnosporazumevalni jezik
  - strokovni jeziki
  - publicistični jezik
  - umetnostni jezik
- časovne zvrsti:
  - sodobni jezik
  - zgodovinski jezik
- umetnostne zvrsti:
  - vezana beseda
  - nevezana beseda
- prenosniške zvrsti (razlike so v tem, ali se jezik govori ali piše[22]):
  - govorjeni jezik
  - zapisani jezik

## Slovnica knjižne slovenščine

### Glasoslovje
Slovenski knjižni jezik ima 29 pomensko razločevalnih glasovnih enot (t. i. glasnikov ali fonemov; npr. piti – biti). Delijo se na samoglasnike in soglasnike, soglasniki pa na zvočnike in nezvočnike:
1. samoglasniki: i; ozki in široki e; a; ozki in široki o; u; polglasnik [ə];
2. soglasniki:
a) zvočniki: m, n; r, l; v, j;
b) nezvočniki: p – b, f (– v); t – d, s – z, c; š – ž, č – dž; k – g, h.

### Sklanjanje
Slovenščina ima šest sklonov (nekoč se je uporabljal še 7. – zvalnik): imenovalnik, rodilnik, dajalnik, tožilnik, mestnik in orodnik. Samostalniki se v slovenščini sklanjajo z dodajanjem obrazil (obstajajo izjeme, ko se spremeni sam samostalnik ali izniči samoglasnik).
V slovenščini obstaja šest sklanjatev.
| skloni         | vprašalnice        | sklanjatve        | sklanjatve  | sklanjatve | sklanjatve | sklanjatve  | sklanjatve        |
| skloni         | vprašalnice        | 1. moška          | 2. moška    | 3. moška   | 1. ženska  | 2. ženska   | srednja           |
| 1. imenovalnik | kdo / kaj?         | stol/konj         | vovoda      | SSKJ       | omara      | perut       | sonce/mesto       |
| 2. rodilnik    | koga / česa?       | stola/konja       | vojvode     | SSKJ       | omare      | peruti      | sonca/mesta       |
| 3. dajalnik    | komu / čemu?       | stolu/konju       | vojvodi     | SSKJ       | omari      | peruti      | soncu/mestu       |
| 4. tožilnik    | koga / kaj?        | stola/konja       | vojvodo     | SSKJ       | omaro      | perut       | sonce/mesto       |
| 5. mestnik     | (o) kom / (o) čem? | (o) stolu/konju   | (o) vojvodi | (o) SSKJ   | (o) omari  | (o) peruti  | (o) soncu/mestu   |
| 6. orodnik     | (s) kom / (s) čim? | (s) stolom/konjem | (z) vojvodo | (s) SSKJ   | (z) omaro  | (s) perutjo | (s) soncem/mestom |

### Spreganje
| govoriti | ednina  | dvojina    | množina  |
| 1. oseba | govorim | govoriva/e | govorimo |
| 2. oseba | govoriš | govorita   | govorite |
| 3. oseba | govori  | govorita   | govorijo |

### Slovnični časi
Slovenščina pozna štiri slovnične čase: predpreteklik, preteklik, sedanjik in prihodnjik, vendar se predpreteklik v vsakdanjem jeziku več ne uporablja (najdemo pa ga še v nekaterih starejših slovenskih knjigah).
Glagol hoditi v vseh časih (uporabljen je glagol v ednini, tretji osebi in moškem spolu):
| predpreteklik | preteklik | sedanjik | prihodnjik |
| je bil hodil  | je hodil  | hodi     | bo hodil   |

## Narečja
Po splošni oceni ima slovenščina 48 narečij in govorov. Tolikšna raznovrstnost jezika je pogojena z zemljepisnimi, političnimi, zgodovinskimi, družbenimi in drugimi razlogi.
 
Narečnih skupin je osem: dolenjska, gorenjska, koroška, primorska, štajerska, panonska, rovtarska in kočevska.
Slovenska narečja so različna tudi do te mere, da se nekatere različne narečne skupine med seboj že kar s težavo razumejo.
V javnosti se uporablja knjižna slovenščina, ki se jo večinoma srečuje le v knjižni obliki ter javnih občilih. Knjižna slovenščina je abstrakcija narečnih sistemov po dognanjih zgodovinskega jezikoslovja in temelji zlasti na osrednjih narečjih (dolenjščini, gorenjščini).

## Funkcije slovenskega jezika
Slovenski jezik je državni in uradni jezik Republike Slovenije, je tudi uradni jezik v zamejskih območjih s slovenskimi manjšinami.
Ob sprejetju Slovenije v Evropsko unijo je postal tudi eden od uradnih jezikov te organizacije.

### Prevzete besede
- furlanščina
  - seznam slovenskih besed prevzetih iz furlanščine
- japonščina
  - seznam slovenskih besed japonskega izvora
- nemščina
  - seznam slovenskih besed nemškega izvora
  - seznam nemških izposojenk v slovenščini

#### Slovanski jeziki
Zelo veliko slovenskih besed izhaja iz skupnega staroslovanskega besednega zaklada, zato si je veliko besed v slovenščini, srbščini/hrvaščini, češčini, ruščini in drugih slovanskih jezikih podobnih. Nekateri besedni koreni pa so v sorodnih jezikih prevzeli različne pomene (t.i. lažni prijatelji prevajalcev). Preglednica lažnih prijateljev slavistov je ena izmed Wikiknjig: False Friends of the Slavist, katere del je seznam pravih in lažnih prijateljev med slovenščino in drugimi slovanskimi jeziki.
Nekateri besedni koreni so naredili širok ovinek: praslovanska »izba« se je ohranila v številnih slovanskih jezikih (tudi slovenščini) in ponekod pomeni preprosto bivališče, hišo ali bajto (ruska izbá), drugod pa, kot v slovenščini, sobo ali osrednji bivalni prostor v hiši (izba v poljskih in slovaških Tatrah). Slovenska »soba« naj bi imela isti koren in naj bi spremenjena prišla preko madžarščine.
Novejše izposojenke iz slovanskih jezikov
- ruščina
  - seznam slovenskih besed ruskega izvora
- hrvaščina
  - seznam slovenskih besed hrvaškega izvora

## Besede/izgovarjava
- najpogostejše slovenske besede